# Варварино (Гомельская область)
Варварино (бел. Варварына; до 1928 года — Пострелки) — деревня в Николаевском сельсовете Буда-Кошелёвского района Гомельской области Белоруссии.

## География

### Расположение
В 30 км на север от районного центра и железнодорожной станции Буда-Кошелёвская (на линии Жлобин — Гомель), 78 км от Гомеля.

## Транспортная сеть
Транспортные связи по просёлочной дороге, затем по шоссе Довск — Гомель.
Планировка состоит из короткой, почти прямолинейной улицы, застроенной двусторонне, неплотно, деревянными домами усадебного типа.

## История
По письменным источникам известна с конца XIX века как деревня в Рогачёвском уезде Могилёвской губернии. По ревизии 1858 года в составе поместья Самуилова. По переписи 1897 года находились: хлебозапасный магазин, ветряная мельница. В 1909 году 309 десятин земли, в Городецкой волости.
В 1929 году организован колхоз. Во время Великой Отечественной войны в деревне в 1943 году базировались партизаны 1-й Буда-Кошелёвской бригады. В войну погибли 57 жителей деревни. В 1959 году в составе совхоза «Путь Ильича» (центр — деревня Николаевка).

## Население

### Численность
- 2004 год — 17 хозяйств, 27 жителей.

### Динамика
- 1858 год — 13 дворов, 97 жителей.
- 1897 год — 27 дворов, 162 жителя (согласно переписи).
- 1909 год — 245 жителей.
- 1925 год — 34 двора.
- 1959 год — 129 жителей (согласно переписи).
- 2004 год — 17 хозяйств, 27 жителей.
- 2013 год — 16 жителей